# Евальд фон Кляйст-Шменцин
Евальд Альберт Фрідріх Карл Леопольд Арнольд фон Кляйст-Шменцин (нім. Ewald Albert Friedrich Karl Leopold Arnold von Kleist-Schmenzin; 22 березня 1890, Дубберов, Померанія, Королівство Пруссія, Німецька імперія — 9 квітня 1945, Плетцензее, Берлін, Німеччина) — німецький юрист, консервативний політик, противник нацизму й учасник змови 20 липня. 9 квітня 1945 року страчений на гільйотині.

## Біографія
Народився в сім'ї королівського прусського ротмістра Германа фон Кляйста (1849—1913) та його дружини Єлизавети (1863—1945). Вивчав юриспруденцію в Лейпцигу та Грайфсвальді, деякий час провів на цивільній службі, брав участь у Першій світовій війні як офіцер. Після війни вів життя поміщика у сімейних володіннях. Як консерватор і монархіст, виступав проти Веймарської республіки, підтримував націонал-консервативну Німецьку національну народну партію, а у 1929—1933 роках очолював її. З прихильністю Кляйст-Шменцина християнським ідеалам пов'язане його членство в ордені Святого Іоанна (Бранденбурзький бейлівік): 1922 року він став Почесним Лицарем, а 1935 року підвищений до Лицаря Справедливості.
Був активним противником нацизму, 1933 року після приходу Гітлера до влади його двічі ненадовго заарештовували. 1938 року здійснив поїздку до Великої Британії як таємний емісар адмірала Вільгельма Канаріса і генерал-полковника Людвіг Бека, щоб проінформувати британський уряд про опозицію Гітлеру всередині Німеччини. Він використав свої зв'язки з Вінстоном Черчиллем і Робертом Вансітартом, щоб спробувати змінити британську політику умиротворення на політику, основану на застосуванні сили. Він вважав, що тільки в тому випадку, якщо британці будуть готові застосувати силу для підтримки Чехословаччини, опозиція в Німеччині отримає необхідну підтримку серед німецького верховного командування для виступу проти Гітлера. Черчилль погодився, що зміна керівництва в Німеччині була б гарною ідеєю, і навіть направив Гітлеру різкий лист, але оскільки Черчилль ще не був прем'єр-міністром, це не мало жодного впливу. Спроби Кляйста-Шменцина змусити британців змінити свою політику провалилися, як і низка інших пізніших місій, відправлених противниками нацистів.
Кляйст-Шменцін, як і раніше, підтримував ідею повалення Гітлера. У зв'язку з цим у 1942 та 1943 роках він зустрічався з Карлом Фрідріхом Герделером, консерватором й учасником антигітлерівського опору, який теж виступав за державний переворот. Кляйст-Шменцин проник у найближче оточення змовників. У січні 1944 року переконав свого сина Евальда-Генріха вчинити вбивство Гітлера, пожертвувавши своїм життям: він повинен був підірвати себе і Гітлера двома ручними гранатами, захованими під новою уніформою, яка мала демонструватися Гітлеру (за іншими даними, вибухівка мала знаходитись у його портфелі). Однак зустріч Кляйст-Шменцина-молодшого з Гітлером не відбулася. Кляйст-Шменцин підтримав план Клауса фон Штауффенберга вбити Гітлера за допомогою портфельної бомби, яку граф мав відвезти до Вольфсшанце у Східній Пруссії. Готуючись до перевороту, Штауффенберг призначив Кляйста-Шменцина політичним представником у військовому окрузі Штеттін.
Вибух бомби Штауффенберга не вбив Гітлера. Наступного дня після замаху Кляйст-Шменцина заарештували, 23 лютого 1945 року він постав перед нацистським «Народним судом», де його засудили до страти за участь у змові. Його гільйотинували у в'язниці Плетцензее в Берліні 9 квітня 1945 року, за місяць до закінчення війни.